# Tommaso Garvo Allio
Tommaso Garvo Allio (Scaria, 1620 circa – Vicenza, 18 settembre 1667) è stato uno scultore italiano, attivo principalmente a Padova.

## Biografia
Figlio di Domenico, notaio, e di Elena Ferrabosco, nacque da una famiglia di scultori e architetti. Fu assai legato al fratello maggiore Matteo con il quale condivise gli anni di attività. Rispetto a quest'ultimo ebbe un ruolo minore nella conduzione della bottega familiare, ma il suo stile risulta più raffinato.
Come il congiunto si formò a Genova presso Tommaso Orsolino, ma dal 1646 risulta titolare di una propria bottega a Sottoripa. Risale a questi anni il tabernacolo della parrocchiale di Scaria (realizzato con il fratello nel 1643 e oggi perduto) e l'esecuzione di nove statue (sette Angeli e una Madonna con Bambino) da collocare nella cappella Spinola presso la chiesa di Sant'Anna. Gli sono attribuite anche le sculture che ornano l'altare della natività nella chiesa dell'Annunziata.
Era ancora a Genova nel 1650, ma successivamente si trasferì in Veneto, forse su consiglio di Matteo che già vi si trovava da tempo. Abitò a Vicenza (dove fu iscritto alla fraglia dei muratori e dei lapicidi) e in questa città, probabilmente, affiancò il fratello nei lavori di palazzo Trissino Baston (1662).
Nel 1663 venne chiamato a Padova per alcuni problemi insorti durante la fusione di una statua di Sant'Antonio per l'altare maggiore della scomparsa chiesa di Sant'Agostino. Tommaso ne aveva realizzato il modello in cera che poi fu tradotto in bronzo da Bartolomeo e Giuseppe Gelmi, ma date le difficoltà nell'esecuzione si preferì affidare l'opera ad altri scolpendola in marmo.
Per lo stesso edificio realizzò le statue della Fede e della Speranza (oggi nella parrocchiale di Quero), due Angeli e, forse, i modelli di quattro Angioletti fusi in bronzo da Bartolomeo Gelmi.
Per quanto riguarda le opere della chiesa di San Benedetto a Padova, sono sicuramente suoi due Angeli, San Benedetto e San Gregorio (1660-1663). Gli viene assegnato anche il Cenotafio di Lucrezia Dondi dell'Orologio nel palazzo della Ragione (1661-1662), sebbene le statue della Fedeltà e della Pudicizia vadano ricondotte a Matteo. Dei lavori nel santuario di Monteortone spettano a Tommaso la Madonna col Bambino e il Portale (1664). Infine, gli si attribuiscono la Fede e la Carità per l'altare di San Francesco al Santo (1663).